# Фурано
Фура́но (яп. 富良野市 Фурано-си) — город в Японии, находящийся в округе Камикава губернаторства Хоккайдо. Площадь города составляет 600,97 км², население — 23 434 человека (30 июня 2014), плотность населения — 38,99 чел./км².

## Географическое положение
Город расположен на острове Хоккайдо в губернаторстве Хоккайдо. С ним граничат город Асибецу и посёлки Камифурано, Накафурано, Минамифурано.
В городе 26 декабря 2012 года была зафиксирована температура воздуха -28.4 °C. Это самый низкий показатель за все время наблюдений.

## Население
Население города составляет 23 434 человека (30 июня 2014), а плотность — 38,99 чел./км². Изменение численности населения с 1980 по 2005 годы:
| 1980 | 28 499 чел. |  |
| 1985 | 27 876 чел. |  |
| 1990 | 26 665 чел. |  |
| 1995 | 26 046 чел. |  |
| 2000 | 26 112 чел. |  |
| 2005 | 25 076 чел. |  |

## Символика
Деревом города считается тис остроконечный, цветком — рододендрон даурский, птицей — желна.